# Cnidiocarpa
Cnidiocarpa är ett släkte i familjen flockblommiga växter. Det beskrevs av Michail Pimenov 1983.

## Arter
Släktet omfattar två arter i Kaukasus och Centralasien:
- Cnidiocarpa alaica Pimenov
- Cnidiocarpa grossheimii (Manden.) Pimenov